# 通関業法
通関業法（つうかんぎょうほう、昭和42年法律第122号）は、通関業を営む者についてその業務の規制、通関士の設置等必要な事項を定め、その業務の適正な運営を図ることにより、関税の申告納付その他貨物の通関に関する手続の適正かつ迅速な実施を確保することに関する法律である。
税関貨物取扱人法（明治34年法律第28号）を全部改正して制定された。制定以来、実質的な改正がされなかったが、2016年（平成28年）の関税改正（関税定率法等の一部を改正する法律〈平成28年法律第16号〉）において、通関業の許可権者を税関長から財務大臣への変更、これに伴い、許可を受けた税関内でのみ業務ができる規定を廃止し、全国のどの税関に対しても業務ができることなどの改正がされた。

## 構成
- 第1章 総則（第1条・第2条）
- 第2章 通関業
  - 第1節 許可（第3条 - 第12条）
  - 第2節 業務（第13条 - 第22条）
- 第3章 通関士
  - 第1節 通関士試験（第23条 - 第30条）
  - 第2節 通関士の資格（第31条 - 第33条）
- 第4章 通関業者等の責任（第33条の2 - 第38条）
- 第5章 雑則（第39条 - 第40条の3）
- 第6章 罰則（第41条 - 第45条）
- 附則

## 主務官庁
財務省の所管となる。

## 資格
- 通関士

## 下位法令
- 通関業法施行令 - e-Gov法令検索
- 通関業法施行規則 - e-Gov法令検索

## 関係通達
- 通関業基本通達 (関税と貿易資料室) (PDF)